# キャシー・パーク・ホン
キャシー・パーク・ホン（Cathy Park Hong、1976年 - ）はアメリカ合衆国の詩人、作家、大学教授。

## 人物・来歴
1976年にロサンゼルスのコリアタウンに生まれる。両親はともに韓国からの移民。10代は父親の成功でロサンゼルス市内の白人の住宅地で暮らす。オーバリン大学でBA。アイオワ大大学院でMFA。フルブライト・スカラシップ、グッゲンハイム・フェローシップ、全米芸術基金フェローシップ、ニューヨーク芸術財団フェローシップなど数々のフェローシップを受ける。
サラ・ローレンス大学（准教授）、ラトガース大学（教授）を経て、現在はUCバークレー（教授）で教鞭をとる。『ザ・ニュー・リパブリック』誌の詩部門の編集者も務めた。
2021年のTIME誌により「世界で最も影響力のある100人」に選出される。

## 著作・受賞
三冊の詩集で、詩人として成功を収める。
Translating Mo'um（2002年）。Dance Dance Revolution（2007年）。Engine Empire（2012年）。
詩人として、プッシュカート賞（2002年）、バーナード女性詩人賞（2006年）、ウィンダム・キャンベル文学賞（2018年）などを受賞。
初めての散文 Minor Feelings は2020年に出版され、ベストセラーとなる。同書は全米批評家協会賞自伝部門を受賞し、ピューリッツァー賞ファイナリストにもなる。同書刊行が、ホンがTIME誌による「世界で最も影響力のある100人」に選出されることにつながった。

## 日本での紹介
詩集はまだ翻訳されていない。
Minor Feelings は2024年に池田年穂の翻訳で『マイナーな感情 アジア系アメリカ人のアイデンティティ』として訳書が刊行された（慶應義塾大学出版会、248ページ）。